# 罪惡繼承人
《罪惡繼承人》（英語：The Inheritance）是英國作家賽門·托爾金所著的推理小說，於2010年首度出版。之後作者又陸續推出同樣以崔佛督察為主角的兩部小說，分別為《鑽石之王》（2011年）和《柏林密令》（2012年）。

## 情節簡介
1959年，英國牛津郡調查局督察威廉·崔佛為一起他參與偵辦的罪案至法庭作證，這起案件的嫌犯史蒂芬涉嫌槍殺其父親凱德教授。崔佛認為這起案件與二戰期間法國馬琴鎮的一起慘案有關，但並無證據證明。由於證據明顯對史蒂芬不利，導致他被陪審團定罪，將被處死。
崔佛前往法國調查，最終發現真兇是史蒂芬的女友瑪麗。當年瑪麗的家人慘遭凱德等人殺害，年幼的她幸免於難，成年之後，她透過史蒂芬以接近仇人凱德，伺機將其槍殺。但事後瑪麗不忍無辜的史蒂芬被處死，因而找上崔佛，讓他把事件經過的筆錄交給有關單位，以為史蒂芬翻案。

## 評價
該書出版後獲得不少媒體的好評。《紐約時報書評》評：「賽門·托爾金是奇幻大師托爾金之孫，但他的新小說卻更接近克莉絲蒂以及丹·布朗的風格」。《費城詢問報》評：「作者是奇幻大師托爾金的孫子，這部小說雖然沒有精靈或矮人，卻呈現了《魔戒》作者也會肯定與讚賞的敘事技巧」。